# アタランテとヒッポメネス

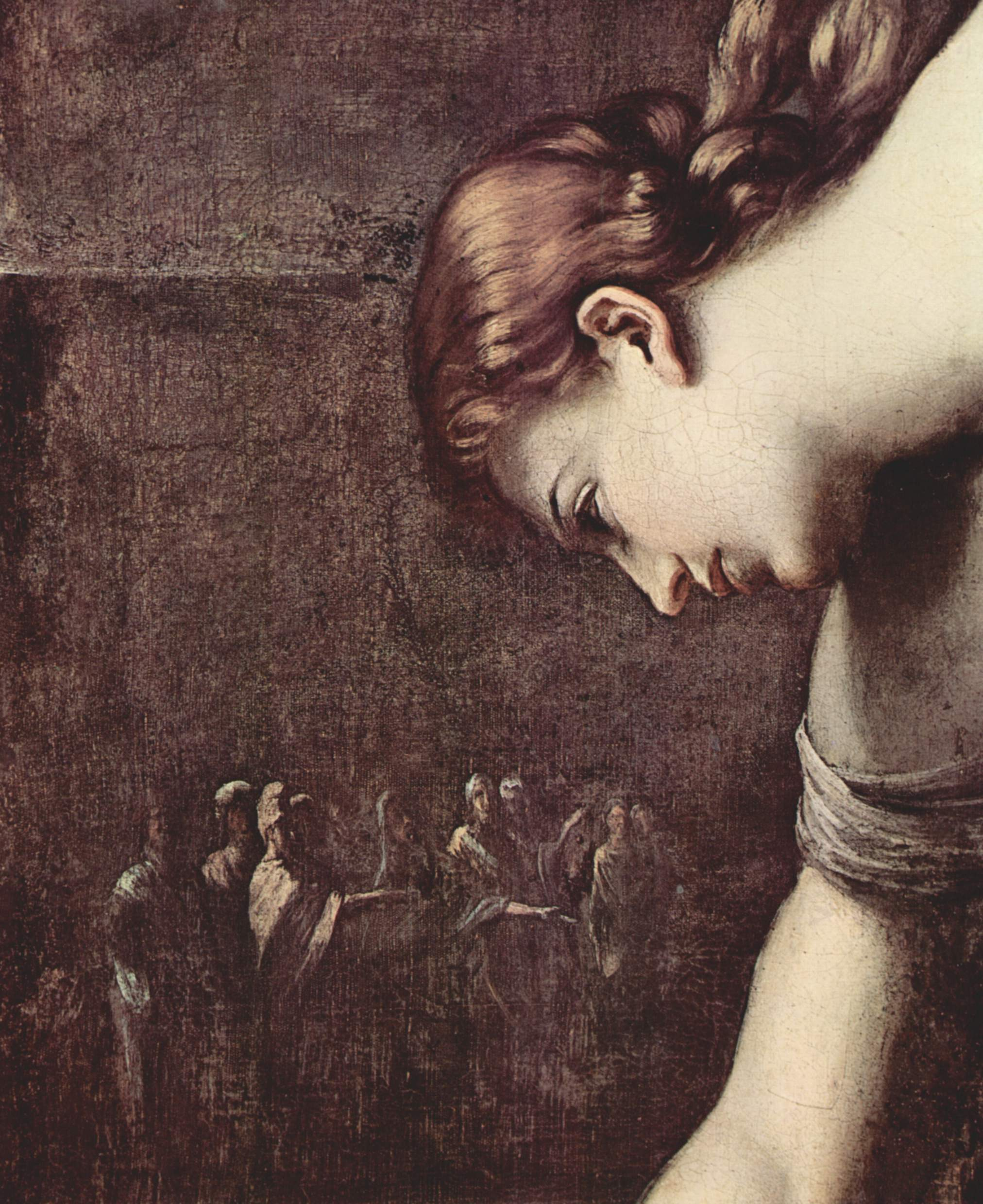
アタランテの頭部と観客。

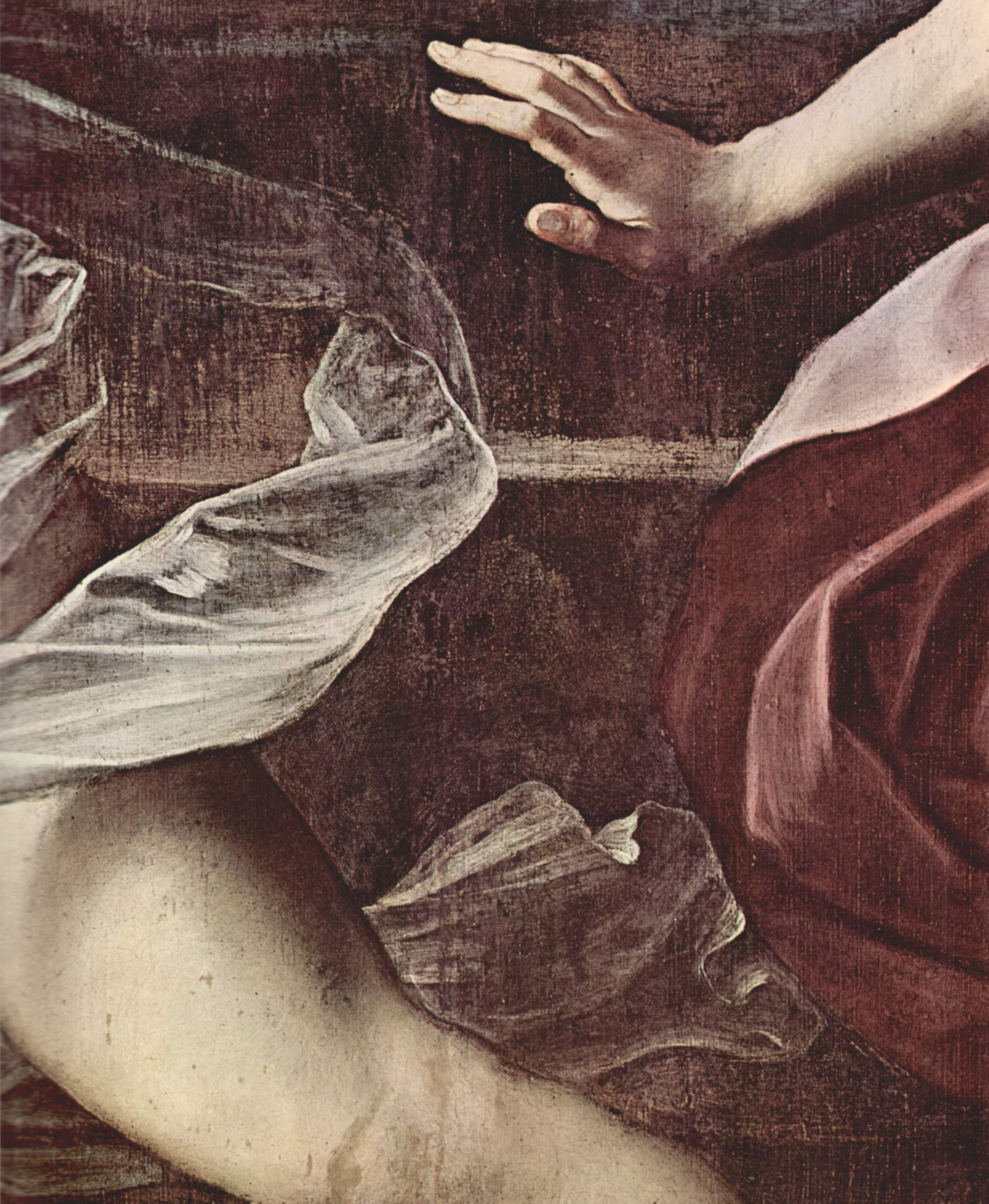
ヒッポメネスの右手。

『アタランテとヒッポメネス』（伊: Atalanta e Ippomene, 西: Atalanta e Hipómenes）は、イタリアのバロック期の画家グイド・レーニが1618年から1622年頃に制作した絵画である。油彩。主題はギリシア神話の女狩人として名高いアタランテの物語から取られている。おそらくフェルディナンド1世・ゴンザーガの発注によって制作された。同一の構図の作品が2点知られており、それぞれマドリードのプラド美術館と、ナポリのカポディモンテ美術館に所蔵されている。

## 主題
オウィディウスの『変身物語』によると、美しい女狩人のアタランテには多くの求婚者があったが、足の速さに絶対の自信があったアタランテは彼らに対して競走で自分を負かした者と結婚するが、負けた者は罰として死ななけらばならないという条件を出した。ヒッポメネスは最初は競技を見物していたが、アタランテの美しさの虜となり競技に参加した。その際にヒッポメネスが愛と美の女神アプロディテに加護を願いと、女神はヒッポメネスだけに姿を現し、3個の黄金の林檎を授けた。ヒッポメネスは競技の最中に黄金の林檎を1つずつ転がして、アタランテが林檎に気を取られているうちに先にゴールした。こうして2人は結ばれたが、後にキュベレ女神の聖域を穢した罰を受けてライオンに変身した。

## 作品
グイド・レーニはアタランテとヒッポメネスの競走競技を描いている。競技の最中に身を屈めて黄金の林檎を拾おうとするアタランテの左手の中にはすでに黄金の林檎が1つあり、ヒッポメネスはすでに2つ目の林檎を投げた後であると分かる。3つ目の林檎はおそらくヒッポメネスが自身の背中で隠している左手に持っている。身を屈めた女性像と体を伸ばした男性像は対照的であり、それぞれの身体は交差する斜めの線を形成している。両者が身にまとったわずかな布は彼らの動きに合わせて翻り、静止した両者の間で進行するダイナミックな運動を強調している。その動きは競走競技というよりはむしろバレエの振り付けを思わせる。両者はほとんど裸体で描かれているが、俊足の優れた女狩人であるはずのアタランテはふくよかな肉付きの良い女性として描かれている。画家は2人の競技に焦点を当てているため、観客は背景に小さく描かれている。色彩は冷たく人工的であり、暗い背景はカラヴァッジョの様式における画家の初期の訓練を思い起こさせる。事実、これらの作品はちょうどレーニがカラヴァッジョの様式を完成させる時期と重なっており、両作品のうちプラド美術館版はカラヴァッジョ様式が完成する前の1618年から1619年頃の作で、カポディモンテ美術館版はそれよりも遅く、ナポリ滞在でカラヴァッジョの様式が完成する1622年頃の作とされている。
本作品は音楽とバレエが盛んだった17世紀初頭のマントヴァの宮廷文化を反映している。たとえばフランスの研究者ヒュマロリ（Fumaroli）は本作品に男女2人のバレエの踊り「パ・ド・ドゥ」を見出している。さらに一説によると本作品はイタリアの作曲家クラウディオ・モンテヴェルディの神話を主題とする5つのバレエ用間奏曲と直接の関係がある。これは1622年にエレオノーラ・ゴンザーガの結婚を祝して上演された喜劇『三人の忠義者』のために作曲された。アタランテとヒッポメネスの主題が音楽と親和性が高いことは、その数年前に医師であり錬金術師、アマチュアの作曲家ミヒャエル・マイヤーが『逃げるアタランテ』を著して物議をかもしていることからも明白であり、レーニ自身ももともとは音楽家を志した関係から音楽的素養があり、本作品においてアタランテとヒッポメネスの主題をその音楽性でもって表現したのではないかと指摘されている。
なお、ヒュマロリによると本作品は結婚に関する対抗宗教改革の教義が反映されており、「ノリ・メ・タンゲレ」とも解釈できるヒッポメネスのポーズは地上のあらゆる誘惑を越えた回心を目指しているという。

## 来歴
発注主はフェルディナンド1世・ゴンザーガと考えられている。フェルディナンド1世の死後のゴンザーガ家のコレクションは大部分がイングランド国王チャールズ1世に売却されるが、それ以前の財産目録に本作品が記載されている。目録に記載された絵画はサイズからプラド美術館のバージョンと考えられている。その後、絵画はジョヴァン・フランチェスコ・セラ侯爵（Marquis Giovan Francesco Serra）のコレクションにあり、1664年にフェリペ4世のためにナポリ副王のペニャランダ伯爵ガスパール・ブラカモンテ・イ・グズマンによって取得された。1668年から1669年にかけてマドリードを訪問したコジモ・デ・メディチは王室コレクションの中に本作品があったのを見ている。
一方、カポディモンテ美術館のバージョンは18世紀にミラノのペルトゥザーティ家（Pertusati family）のコレクションにあり、その後ローマのカッパローニ家（Capparoni family）を経て、1802年にドメニコ・ヴェヌーティ（Domenico Venuti）によってナポリのブルボン家のコレクションを増やすために購入された。